# Капто Олександр Семенович
Олекса́ндр Семе́нович Капто́ (14 квітня 1933 , Вищетарасівка, Дніпропетровська область  — 19 квітня 2020 , Москва ) — доктор філософських наук (1985), партійний діяч, дипломат. Член ЦК КПУ (1971—1986). Кандидат у члени Політбюро ЦК КПУ (квітень 1979 — лютий 1986). Секретар ЦК КПУ (квітень 1979 — лютий 1986). Депутат Верховної Ради УРСР 7–8-го і 10–11-го скликань. Народний депутат СРСР (1989—1991). Кандидат у члени ЦК КПРС (1981—1986). Член ЦК КПРС (1986—1990).

## Біографія
Народився 14 квітня 1933 року в селі Вищетарасівка, тепер Томаківського району Дніпропетровської області в родині службовця.
Член КПРС з 1955 року.
У 1957 році закінчив історико-філологічний факультет Дніпропетровського державного університету.
У 1957—1958 роках — секретар Жовтневого районного комітету ЛКСМУ міста Дніпропетровська. У 1958—1961 роках — секретар Дніпропетровського міського комітету ЛКСМУ, секретар Дніпропетровського обласного комітету ЛКСМ України.
У 1961—1963 роках — заступник відповідального редактора української республіканської газети «Комсомольское знамя». У 1963—1966 роках — відповідальний редактор української республіканської газети «Комсомольское знамя».
У квітні 1966 — 14 травня 1968 року — 2-й секретар ЦК ЛКСМ України.
14 травня 1968 — 27 січня 1972 року — 1-й секретар ЦК ЛКСМ України.
26 січня 1972 — 25 січня 1973 року — секретар Київського міського комітету КПУ.
28 листопада 1972 — квітень 1978 року — секретар Київського обласного комітету КПУ.
У 1978—1979 роках — завідувач відділу культури ЦК КПУ.
26 квітня 1979 — 8 лютого 1986 року — секретар ЦК КПУ з питань ідеології.
У 1986—1988 роках — Надзвичайний і Повноважний Посол СРСР у Республіці Куба.
У березні — жовтні 1988 роках — 1-й заступник завідувача відділу ЦК КПРС у зв'язках з соціалістичними країнами (міжнародного відділу).
У жовтні 1988—1990 року — завідувач ідеологічного відділу ЦК КПРС.
У жовтні 1990 — січні 1992 року — Надзвичайний і Повноважний Посол СРСР у Корейській Народній Демократичній Республіці.
У 1992—1993 роках — головний науковий співробітник, у 1993—1996 роках — завідувач Міжнародної кафедри ЮНЕСКО з соціальних і гуманітарних наук. З 1996 року — заступник директора Інституту соціально-політичних досліджень РАН.
Помер 19 квітня 2020 року. Похований в Москві на Троєкуровському цвинтарі.

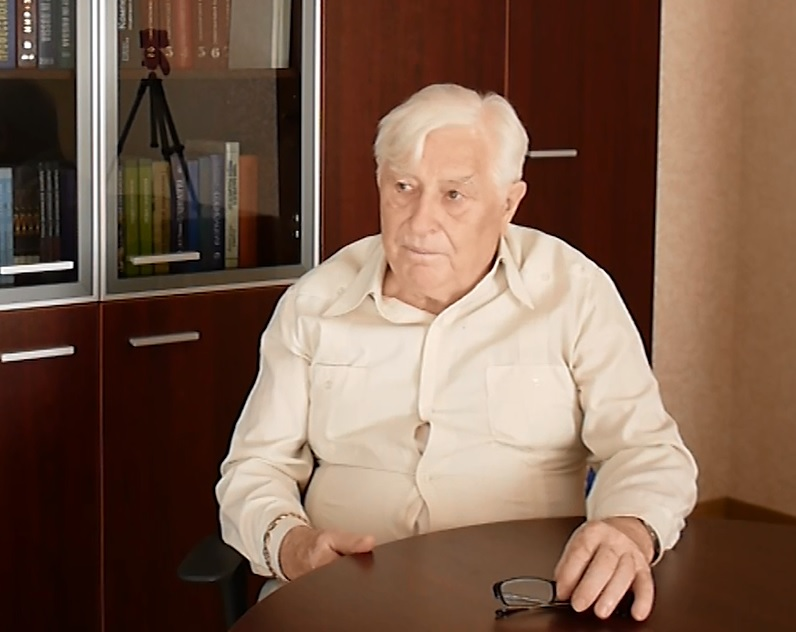
Олександр Капто на пенсії

## Нагороди і премії
- три ордени Трудового Червоного Прапора
- орден Дружби Народів
- Орден «Солідарність» (Республіка Куба)
- Орден Пошани (Російська Федерація)
- медаль імені академіка С. І. Вавилова «За визначний внесок у розповсюдження наукових знань, просвітницьку і гуманітарну діяльність» (Російська Федерація)
- Почесна грамота Президії Верховної Ради Української РСР (25.10.1968)

## Нагороди
- три ордени Трудового Червоного Прапора
- орден Дружби Народів
- орден Жовтневої революції
- кубинський орден «Солідарність»
- медалі
- медаль імені академіка С. І. Вавілова «За видатний внесок в розповсюдження наукових знань, просвітницьку і гуманітарну діяльність».